# Masashi Tashiro
Masashi "Marcy" Tashiro (田代まさし en kanji, Tashiro Masashi en rōmaji) (Prefectura de Saga, 31 de agosto de 1956) es un exartista de la televisión japonesa, y miembro del grupo "Rats & Star".

## Biografía
Después de graduarse del liceo, Tashiro hizo su presentación como miembro del grupo de estilo doo-wop japonés The Chanels, que fue formado por Masayuki Suzuki y Nobuyoshi Kuwano en 1980. Luego, ellos rebautizan Chanels como Rats & Star en 1983 porque el nombre del grupo tenía demasiado similitud con la marca francesa Chanel. Pero gracias a sus apariciones en los programas musicales de la televisión japonesa como "The Best Ten" (ザ・ベストテン) y su trabajo de compositor para la cantante y actriz Kyoko Koizumi, Tashiro se volvió popular en el Japón y editó un disco en solo : "Niijima no Densetsu" (新島の伝説, La leyenda de la isla de Niijima).
Después que Rats & Star se disolvió, su talento cómico fue descubierto por Ken Shimura, un miembro del grupo cómico japonés The Drifters, y llegó a ser un cómico de la televisión. Fue apodado "Emperador de los juegos de palabras " (Dajare no Teiou, ダジャレの帝王) y "Genio de los aparatos" (Kodougu no Tensai, 小道具の天才). Apareció en muchas propagandas de la televisión y dirigió también una película.

## Cargos criminales
El 24 de septiembre de 2000, Tashiro fue detenido por filmar debajo de la falda de una mujer con una cámara de vídeo. Fue multado con 50.000 yenes (aproximadamente unos 600 dólares) en diciembre de 2000. Cuando a él le preguntaron por qué lo hizo, él dijo que estaba rodando una película cómica que se llamaba "un pulpo en una minifalda" (Mini ni Tako ga Dekiru, ミニにタコができる). Era un chiste sobre la expresión japonesa "Mimi ni tako ga dekiru" (耳にタコができる) que significa que ha oído algo tantas veces que "se forman callos en sus orejas". Esta frase llega a ser famosa en la prensa japonesa. 
Por el crimen que cometió, fue suspendido de las actividades de entretenimiento temporalmente. Aunque regresó al mundo del espectáculo, fue detenido después por utilizar un estimulante el 9 de diciembre de 2001, y por orinar en una casa de baños masculina cerca de su hogar en el 12 de diciembre de 2001, mientras gozaba de libertad condicional. Como resultado, MTM Production, la agencia de entretenimiento que lo manejó, lo despidió el 11 de diciembre de 2001.
Tashiro fue denominado como ganador provisional de Persona del año de la revista Time para el Premio en 2001 posiblemente porque él era popular entre usuarios de 2channel. Desde que Tashiro era de mala fama en los medios japoneses, los programistas 2ch desarrollaron muchas escrituras — tal como "Cañón de Tashiro" (Tashiro hō, 田代砲), "Cañón de Tashiro de mega la partícula" (Mega-ryūshi Tashiro-hō, メガ粒子田代砲), "Cañón de Tashiro de 25 repetido sopla" (Nijyū-go renda Tashiro-hō, 25連打田代砲) "Super Cañón de Tashiro" (Chō Tashiro-hō, 超田代砲). Desde que "Super Cañón de Tashiro" era especialmente poderoso, cerró a sevidor de Time. Después, "Cañón de Satélite -Tashiro-" fue desarrollado, pero se refrenó.
Tashiro fue votado en la posición primera por usuarios 2ch en el 21 de diciembre de 2001. Sin embargo, fue quitado rápidamente del concurso por miembros de personal de Time, 
Su ensayo se abrió en el tribunal de distrito de Tokio el 18 de febrero de 2002. Fue declarado culpable y sentenciado a tres años más de libertad condicional.
Tashiro escribió un libro, "Jibaku -The Judgement Day-" (自爆, Auto-destrucción), acerca del escándalo. 
Se encontró una vez más en un problema legal en junio de 2004 por causar un accidente de tráfico. Según informes de noticias, chocó con un motorista después de hacer una vuelta ilegal. En septiembre, era detenido una vez más por la posesión de un estimulante.